# Punta Barros
La punta Barros es un cabo que marca la entrada norte a la caleta Péndulo, ubicada en el noreste de la isla Decepción de las Shetland del Sur, Antártida. Posee 95 metros de altitud.

## Historia y toponimia
El buque petrolero Maipo, participante de la Expedición Antártica Chilena de 1958-1959, efectuó un levantamiento hidrográfico de la caleta Péndulo y le dio nombre a esta punta por el apellido del capitán de navío Ramón Barros González, comodoro de la Armada de Chile.

## Reclamaciones territoriales
Argentina incluye a la isla Decepción en el departamento Antártida Argentina dentro de la provincia de Tierra del Fuego, Antártida e Islas del Atlántico Sur; para Chile forma parte de la comuna Antártica de la provincia Antártica Chilena dentro de la Región de Magallanes y de la Antártica Chilena; y para el Reino Unido integra el Territorio Antártico Británico. Las tres reclamaciones están sujetas a las disposiciones del Tratado Antártico.
Nomenclatura de los países reclamantes: 
- Argentina: ¿?
- Chile: punta Barros[1]
- Reino Unido: ¿?